# Ripley County, Indiana
Ripley County är ett administrativt område i delstaten Indiana, USA, med 28 818 invånare. Den administrativa huvudorten (county seat) är Versailles. 

## Geografi
Enligt United States Census Bureau har countyt en total area på 1 160 km². 1 156 km² av den arean är land och 4 km² är vatten.

### Angränsande countyn
- Franklin County - norr
- Dearborn County - öst
- Ohio County - sydöst
- Switzerland County - sydöst
- Jefferson County - söder
- Jennings County - väst
- Decatur County - nordväst